# Брузати, Джанкарло
Джанкарло Брузати (итал. Giancarlo Brusati, 6 марта 1910 — 30 июня 2001) — итальянский фехтовальщик-шпажист, олимпийский чемпион и чемпион мира.

## Биография
Родился в 1910 году в Милане. В 1933 году стал обладателем золотой медали Международного первенства по фехтованию в Будапеште. В 1934 году стал серебряным призёром Международного первенства по фехтованию в Варшаве. В 1936 году стал чемпионом Олимпийских игр в Берлине.
В 1937 году Международная федерация фехтования задним числом признала все проходившие ранее Международные первенства по фехтованию чемпионатами мира.
В 1961—1981 годах был вице-президентом Федерации фехтования Италии. В 1981—1984 годах был президентом Международной федерации фехтования.